# Augustin Zippe

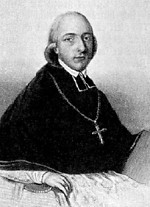
Augustin Zippe

Augustin Zippe (* 1. Dezember 1747 in Zwickau in Böhmen; † 10. März 1816 in Wien), ursprünglich Dekan von Böhmisch Kamnitz, war der erste Rektor des General-Seminars in Prag.
Vom 21. Oktober 1783 bis 1785 leitete er das Generalseminar und wurde dann Direktor der theologischen Fakultät in Wien. Der Hofrat Zippe hat sich vor allem in Böhmen um die Armenpflege verdient gemacht.